# Halls of Darkness
Halls of Darkness é um videojogo de aventura/terror baseado nas obras de H. P. Lovecraft, desenvolvido pelo empresa portuguesa Unspeakable Studios, foi lançado para Android a 06 de setembro de 2015. 

## História
O nosso amigo está desaparecido e encontra-se perto de ser sacrificado num culto religioso.

## Jogabilidade
Ao longo da história temos a possibilidade de jogar com cinco personagens, cada uma com a sua própria personalidade. À medida que exploramos mansões, cemitérios e cavernas temos que controlar a nossa sanidade e escolher caminhos a seguir, que nos leve a um dos vinte cinco finais.